# Ізраїльсько-шведські відносини
Ізраїльсько-шведські відносини — двосторонні відносини між державою Ізраїль і Королівством Швеція.

## Історія
Швеція голосувала за План ООН по розділенню Палестини запропонований UNSCOP (голова шведський юрист Еміл Сандстрьом) в 1947 році, який став правовою основою для утворення держави Ізраїль. Королівство також запропонувало послуги графа Фольке Бернадота, шведського дипломата, щоб допомогти ООН в переговорах між арабськими і палестинськими жителями. Шведський аристократ домігся хиткого перемир'я між щойно утвореною державою Ізраїль і його арабськими сусідами, які зібралися атакувати Ізраїль у травні 1948 року, а потім намагався домовитися про більш тривале перемир'я. 17 вересня 1948 року підпільне угруповання «Лехі», також відоме як «Stern Gang», вбило Бернадота. Операцією керував Йегошуа Цеттлер, виконавцями стала група з 4 осіб під командуванням Мешулам Маковер. Смертельні постріли зробив Йегошуа Коен. Радбез ООН описав вбивство як «боягузливий акт, який, ймовірно, вчинило кримінальне терористичне угрупування». Лехі розглядали Бернадота як ставленика англійців і арабів, і, як наслідок, бачили в ньому серйозну загрозу появі Держави Ізраїль і боялися, що тимчасовий ізраїльський уряд прийме його план, який Лехі вважали катастрофічним.
Незабаром після вбивства ізраїльський уряд випустив указ про запобігання терористичній діяльності і оголосив «Лехі» терористичним угрупуванням. Багато членів організації Лехі були заарештовані, включаючи її лідерів Натана Елін-Мора і Матітіагу Шмулевича. Ізраїльський прем'єр-міністр Давид Бен-Гуріон швидко оголосив Лехі поза законом, як «банду розбійників, боягузів і підлих інтриганів», але 5 місяців по тому він оголосив загальну амністію і випустив їх усіх на свободу. Швеція вважала, що вбивство було сплановане швидше урядом Ізраїлю, ніж поодинокими терористами. Вона визнала розслідування і його наслідки невідповідними до скоєного злочину. Поліцейське розслідування не було розпочато в перші 24 години після вбивства, і, відповідно до ізраїльського історика Амістуру Ілану, розслідування було «дилетантським». Тільки в 1995 році Шимон Перес офіційно висловив «співчуття з приводу, що його (Бернадота) вбили терористичним способом». Швеція зі свого боку намагалася затягнути прийняття держави Ізраїль в ООН. Відносини між Швецією і Ізраїлем залишалися прохолодними в результаті вбивства графа, а також тому, що Ізраїль амністував винних.
Відносини між Швецією та Ізраїлем були хорошими в 1950 — 60-х рр., коли Таге Фрітьоф Ерландер займав пост прем'єр-міністра Швеції. Він висловлював сильну підтримку Ізраїлю під час Шестиденної війни.
Улоф Пальме, який змінив Ерландера на посаді глави уряду і лідера Соціал-демократичної партії Швеції в 1969 році, був більш критичний по відношенню до США і їхніх союзників, включаючи Ізраїль. У 1969 році СДПШ прийняла нейтралітет щодо палестино-ізраїльського конфлікту. Новий політичний курс був скоректований шведським дипломатом Гуннаром Йеррінгом, спеціальним посланцем Державного секретаря ООН (місія Йеррінга).
У жовтні 1973 року під час Війни Судного дня Міністр закордонних справ Швеції Крістер Вікман, критикував Ізраїль і заявив, що проблеми на Близькому Сході не можуть був вирішені військовою перевагою. У червні 1981 року Швеція засудила ізраїльську атаку на ядерний реактор Осирак в Іраку, як «очевидне порушення міжнародного права». У липні 1982 роки після Першої Ліванської війни прем'єр-міністр Улоф Пальме порівняв ізраїльське поводження з палестинськими дітьми з тим, як нацистська Німеччина поводилася з єврейськими дітьми в концтаборах і гето під час Другої Світової війни. У грудні 1988 року голова ООП Ясір Арафат відвідав Стокгольм на запрошення шведського уряду. Після двох днів переговорів Арафат оголосив, що він тепер визнає право Ізраїлю на існування і припиняє будь-яку терористичну діяльність.
У жовтні 1999 року шведський прем'єр Ганс Йоран Перссон відвідав Ізраїль, запропонувавши свої послуги в якості посередника в палестино-ізраїльському мирному врегулюванні. Візит Перссона став першим офіційним візитом глави уряду Швеції в Ізраїль з 1962 року, коли країну вперше відвідав шведський прем'єр-міністр Таге Ерландер.
У січні 2004 року посол Ізраїлю в Швеції Цві Мазель зруйнував художнє зображення шведсько-ізраїльського художника Дрора Фейлера на виставці Шведського музею національних старожитностей в Стокгольмі. На картині було зображено палестинську терористку-самогубця Ханаду Джарадат у вигляді «Білосніжки». Дії Мазеля викликали дипломатичний скандал у відносинах між двома країнами.
Під час Другої ліванської війни 2006 року голова МЗС Швеції Йан Еліассон критикував дії як Хезболли, так і ізраїльську відповідь на них. Під час військової операції в Газі в січні 2009 року глава МЗС Карл Більд критикував Ізраїль і закликав до негайної зупинки вогню.
У серпні 2009 року виник дипломатичний скандал після публікації в шведському таблоїді «Aftonbladet», який стверджував, що ЦАХАЛ замішаний в «вирощуванні органів» у убитих палестинців. Ізраїль закликав шведський уряд засудити статтю, яку описали як «маніфест антисемітизму» та сучасний «кривавий наклеп». Шведський уряд відмовився це робити, посилаючись на свободу преси і конституцію держави.
У жовтні 2014 року пройшли вибори до Риксдагу і отримавша більшість Соціал-демократична робітнича партія Швеції сформувала уряд під керівництвом Стефана Льовена. Він оголосив, що Швеція визнає незалежність Держави Палестина, тому що «конфлікт між Ізраїлем і Палестиною може бути вирішений тільки за принципом „дві держави для двох народів“… Рішення, що припускає утворення двох держав, вимагає взаємного визнання і волі до мирного співіснування. Тому Швеція визнає незалежність Палестини.» У відповідь на цю заяву, офіс глави ізраїльського МЗС Авігдора Лібермана заявив, що «він шкодує, що новий прем'єр-міністр поспішив зробити заяву про позицію Швеції з питання визнання незалежності Палестини, очевидно до того, як у нього з'явився час ретельно вивчити проблему.» і що посол Швеції буде запрошений на «бесіду» з цього приводу. Ліберман також заявив: «Левен поспішив зробити заяву … очевидно, перед тим як він міг заглибитися в вивчення проблеми і зрозуміти, що саме палестинці гальмують весь процес» в досягненні миру з Ізраїлем. Він також закликав Льовена «сфокусуватися на більш важливих проблемах регіону, таких як щоденні масові вбивства в Сирії, Іраку або де-небудь ще.» Ізраїль відкликав свого посла зі Швеції, Ісаака Бахмана, для консультацій; він повернувся на свою роботу через місяць. У грудні Ліберман оголосив, що має намір бойкотувати візит свого шведського колеги в Ізраїль, і додав, що «відносини на Близькому Сході набагато складніші, ніж меблі з ІКЕА, яку можна зібрати самому.» Міністр закордонних справ Швеції Марго Вальстрьом відповіла на зауваження Лібермана: «Я з радістю відправлю йому упаковку меблів з ІКЕА. Він зможе побачити, що для того, щоб зібрати всі разом, в першу чергу, необхідний партнер. І з ним треба працювати разом, і потрібна хороша інструкція по збірці і я думаю, у нас є більшість з цих компонентів.» У січні 2015 року було оголошено, що вона скасувала свій візит до Ізраїлю без додаткових подробиць. Метою візиту в першу чергу було вшанувати пам'ять Рауля Валленберга, шведського дипломата, який врятував десятки тисяч євреїв від відправки в концтабори, видаючи їм шведські документи під час Другої світової війни.
У серпні 2018 шведський бізнесмен Стефан Абрахамссон організував судно, яке вирушило до Ізраїлю зі Швеції в якості знака солідарності з єврейською державою на відміну від «флотилій свободи», які відправлялися на Близький Схід з Швеції в підтримку жителів Сектора Гази. За планом мореплавця судно мало прибути в порт Герцлії в середині жовтня 2018 року.

## Торгові зв'язки
Шведська мережа магазинів одягу «H&M» відкрила свій перший магазин в Тель-Авіві в 2010 році, а пізніше ще 5 магазинів в інших містах Ізраїлю. Планується відкрити ще кілька магазинів в області Великого Тель-Авіва (Гуш-Дан).
У 2014 році Ізраїль експортував товарів до Швеції на загальну суму 185 млн дол. США, головним чином електроніку, в той час як Швеція експортувала до Ізраїлю товарів на 491 млн дол. США: транспортні засоби і машинне обладнання.

## Культурні зв'язки
Асоціація Шведсько-Ізраїльської дружби — розташована в Швеції організація, яка працює над розширенням культурних зв'язків між двома країнами. Вона була заснована в Стокгольмі в 1953 році, має місцеві відділення в Гетеборзі і Мальме, відкриті роком пізніше. Сьогодні асоціація включає 26 місцевих відділень, в яких працюють близько 3000 співробітників.